# Oceania Sevens 2012
El Oceania Sevens de 2012 fue la quinta edición del torneo de rugby 7 masculino de Oceanía.
Se disputó del 25 al 26 de agosto en el North Sydney Oval de Sídney, Australia.

## Fase de grupos

### Grupo A
| Equipo     | Encuentros | Encuentros | Encuentros | Encuentros | Tantos  | Tantos    | Tantos     | Puntos |
| Equipo     | jugados    | ganados    | empatados  | perdidos   | a favor | en contra | diferencia | Puntos |
| ---------- | ---------- | ---------- | ---------- | ---------- | ------- | --------- | ---------- | ------ |
| Samoa      | 3          | 3          | 0          | 0          | 119     | 36        | +83        | 9      |
| Tonga      | 3          | 2          | 0          | 1          | 100     | 58        | +42        | 7      |
| Islas Cook | 3          | 1          | 0          | 2          | 102     | 50        | +52        | 5      |
| Tahití     | 3          | 0          | 0          | 3          | 0       | 177       | -177       | 3      |

### Grupo B
| Equipo          | Encuentros | Encuentros | Encuentros | Encuentros | Tantos  | Tantos    | Tantos     | Puntos |
| Equipo          | jugados    | ganados    | empatados  | perdidos   | a favor | en contra | diferencia | Puntos |
| --------------- | ---------- | ---------- | ---------- | ---------- | ------- | --------- | ---------- | ------ |
| Australia       | 3          | 3          | 0          | 0          | 114     | 7         | +107       | 9      |
| Samoa Americana | 3          | 2          | 0          | 1          | 55      | 41        | +14        | 7      |
| Tonga           | 3          | 1          | 0          | 2          | 40      | 66        | -26        | 5      |
| Islas Salomón   | 3          | 0          | 0          | 3          | 19      | 114       | -95        | 3      |

### Etapa eliminatoria

#### Copa de plata
|  | Semifinal          | Semifinal          | Semifinal          |                    |                 | 5° puesto       | 5° puesto     | 5° puesto |  |
|  |                    |                    |                    |                    |                 |                 |               |           |  |
|  |                    |                    |                    |                    |                 |                 |               |           |  |
|  | Islas Salomón      | Islas Salomón      | 7                  |                    |                 |                 |               |           |  |
|  | Islas Salomón      | Islas Salomón      | 7                  |                    |                 |                 |               |           |  |
|  | Samoa Americana    | Samoa Americana    | 24                 |                    |                 |                 |               |           |  |
|  | Samoa Americana    | Samoa Americana    | 24                 |                    | Samoa Americana | Samoa Americana | 21            |           |  |
|  |                    |                    |                    |                    | Samoa Americana | Samoa Americana | 21            |           |  |
|  |                    |                    | Papúa Nueva Guinea | Papúa Nueva Guinea | 24              |                 |               |           |  |
|  | Tahití             | Tahití             | Papúa Nueva Guinea | Papúa Nueva Guinea | 24              | 0               |               |           |  |
|  | Tahití             | Tahití             |                    |                    |                 | 0               |               |           |  |
|  | Papúa Nueva Guinea | Papúa Nueva Guinea | 47                 |                    |                 | 7° puesto       | 7° puesto     | 7° puesto |  |
|  | Papúa Nueva Guinea | Papúa Nueva Guinea | 47                 |                    |                 | 7° puesto       | 7° puesto     | 7° puesto |  |
|  |                    |                    |                    |                    |                 |                 |               |           |  |
|  |                    |                    |                    |                    |                 | Tahití          | Tahití        | 0         |  |
|  |                    |                    |                    |                    |                 | Tahití          | Tahití        | 0         |  |
|  |                    |                    |                    |                    |                 | Islas Salomón   | Islas Salomón | 42        |  |
|  |                    |                    |                    |                    |                 | Islas Salomón   | Islas Salomón | 42        |  |
|  |                    |                    |                    |                    |                 |                 |               |           |  |

#### Copa de oro
|  | Cuartos de final   | Cuartos de final   | Cuartos de final |            |           | Semifinales | Semifinales | Semifinales |            |              | Copa         | Copa         | Copa |  |
|  |                    |                    |                  |            |           |             |             |             |            |              |              |              |      |  |
|  |                    |                    |                  |            |           |             |             |             |            |              |              |              |      |  |
|  | Australia          | Australia          | 55               |            |           |             |             |             |            |              |              |              |      |  |
|  | Australia          | Australia          | 55               |            |           |             |             |             |            |              |              |              |      |  |
|  | Tahití             | Tahití             | 0                |            |           |             |             |             |            |              |              |              |      |  |
|  | Tahití             | Tahití             | 0                |            | Australia | Australia   | 24          |             |            |              |              |              |      |  |
|  |                    |                    |                  |            | Australia | Australia   | 24          |             |            |              |              |              |      |  |
|  |                    |                    | Tonga            | Tonga      | 7         |             |             |             |            |              |              |              |      |  |
|  | Tonga              | Tonga              | Tonga            | Tonga      | 7         | 17          |             |             |            |              |              |              |      |  |
|  | Tonga              | Tonga              |                  |            |           |             |             |             |            |              |              |              |      |  |
|  | Papúa Nueva Guinea | Papúa Nueva Guinea | 15               |            |           |             |             |             |            |              |              |              |      |  |
|  | Papúa Nueva Guinea | Papúa Nueva Guinea | 15               |            |           |             |             |             |            | Australia    | Australia    | 12           |      |  |
|  |                    |                    |                  |            |           |             |             |             |            | Australia    | Australia    | 12           |      |  |
|  |                    |                    | Samoa            | Samoa      | 7         |             |             |             |            |              |              |              |      |  |
|  | Samoa              | Samoa              | Samoa            | Samoa      | 7         | 62          |             |             |            |              |              |              |      |  |
|  | Samoa              | Samoa              |                  |            |           |             |             |             |            |              |              |              |      |  |
|  | Islas Salomón      | Islas Salomón      | 0                |            |           |             |             |             |            |              |              |              |      |  |
|  | Islas Salomón      | Islas Salomón      | 0                |            | Samoa     | Samoa       | 52          |             |            | Tercer lugar | Tercer lugar | Tercer lugar |      |  |
|  |                    |                    |                  |            | Samoa     | Samoa       | 52          |             |            | Tercer lugar | Tercer lugar | Tercer lugar |      |  |
|  |                    |                    | Islas Cook       | Islas Cook | 5         |             |             |             |            |              |              |              |      |  |
|  | Islas Cook         | Islas Cook         | Islas Cook       | Islas Cook | 5         | 19          |             |             | Islas Cook | Islas Cook   | 17           |              |      |  |
|  | Islas Cook         | Islas Cook         |                  |            |           |             |             |             | Islas Cook | Islas Cook   | 17           |              |      |  |
|  | Samoa Americana    | Samoa Americana    | 0                |            |           |             |             |             |            |              | Tonga        | Tonga        | 19   |  |
|  | Samoa Americana    | Samoa Americana    | 0                |            |           |             |             |             |            |              | Tonga        | Tonga        | 19   |  |
|  |                    |                    |                  |            |           |             |             |             |            |              |              |              |      |  |

| Bandera de Australia |
| Campeón Australia    |
| 2.do título          |